# ورزشگاه بنی یاس
ورزشگاه بنی یاس (به عربی: ملعب بنی یاس) یک ورزشگاه در امارات متحده عربی است که در ابوظبی واقع شده‌است.